# Conceição (Horta)
Conceição es una freguesia portuguesa perteneciente al municipio de Horta, situado en la Isla de Faial, Región Autónoma de Azores. Posee un área de 2,74 km² y una población total de 1.157 habitantes (2001). La densidad poblacional asciende a 422,3 hab/km². Posee 967 electores inscritos.
- Datos: Q1997954
- Multimedia: Conceição (Horta) / Q1997954

1. ↑  Worldpostalcodes.org,código postal n.º 9900-081.